# Scarlettov zovoj
Scarlettov zovoj (lat. Puffinus spelaeus) je fosilna vrsta morske ptice iz porodice zovoja. Ime je dobio u znak sjećanja na novozelandskog paleontologa Rona Scarletta.
Postao je poznat iz fosila na zapadu i sjeverozapadu Južnog otoka na Novom Zelandu 1991. Vjerojatno je izumro zbog pacifičkog štakora, kojeg su Polinezijci uveli na Novi Zeland prije manje od 1000 godina.